# Tiefurter Allee 2d

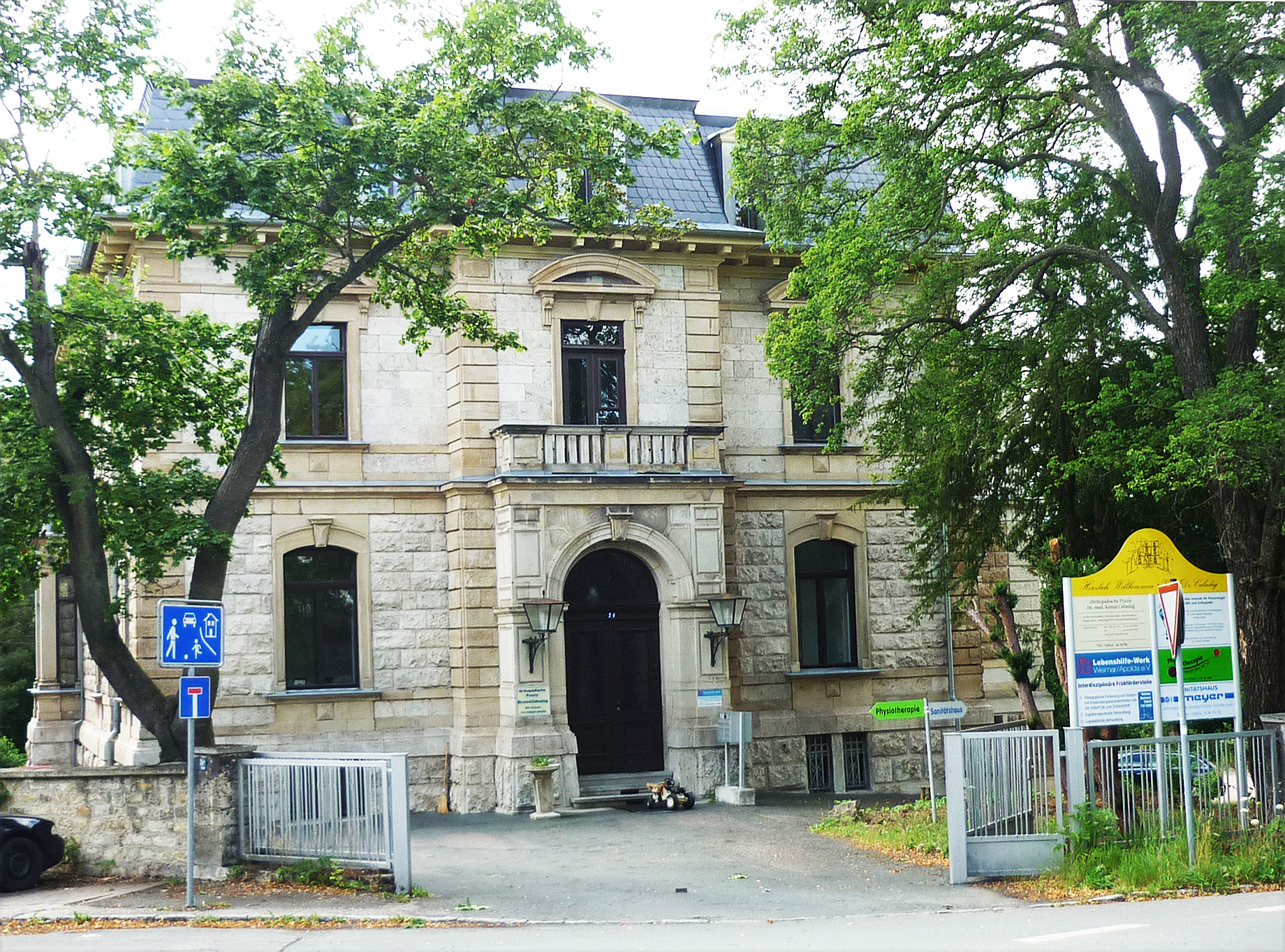
Tiefurter Allee 2d

Die Tiefurter Allee 2d ist eine denkmalgeschützte zweigeschossige Villa mit ausgebautem Mandarddachgeschoss in Weimar. Die Villa steht an exponierter Stelle der Tiefurter Allee.

## Geschichte
Die Villa im Neorenaissancestil wurde 1887/88 für den Hofmarschall Freiherr von Hadeln erbaut. Der Entwurf wurde von dem Architekten Otto Minkert geliefert. Eine seiner späteren Eigentümer war der Schriftsteller Otto von Taube-Essen (1879–1973). Das Treppenhaus an der Nordseite ist eine Erweiterung von 1925. Die Villa besitzt einen quadratischen Grundriss mit einer nahezu gleichen Wandhöhe, was ihr eine kubusförmige Gestalt gibt. Die Werksteinverkleidung, Risaliten und Anbauten wie Wintergärten unterstreichen den repräsentativen Charakter des Bauwerks. Die plastischen Elemente beziehen sich auf die Fensterumrahmung und das Eingangsportal aus Sandstein. Das Baumaterial ist Travertin bzw. Muschelkalk. In den Jahren 1951/52 nutzte die Volkspolizei das einst gärtnerisch gestaltete Grundstück für den Bau eines Baues eines Zentralambulatoriums. Bei der Modernisierung 1973/74 kam es zur Erneuerung der wandgebundenen Ausstattung. 2008 wurde die Villa saniert. Das Grundstück ist von der Süd- und Ostseite durch eine Mauer begrenzt.